# 의회 명예 황금 훈장
의회 명예 황금 훈장(Congressional Gold Medal)은 미합중국 의회가 국내외의 민간인에 수여하는 최고위의 상이며, 대통령 자유 훈장과 동급의 훈장이다.. 한국어에서는 「의회명예황금-」이지만, 영어의 정식명은 「의회금장」이다 (「honorable」 (명예)의 단어는 없다). 미국 독립 직후에 제정된 가장 낡은 훈장의 하나로 격식은 대통령자유훈장과 늘어서고, 아메리카 합중국(United States of America) 최고의 것으로 여겨지고 있다. 양자의 주된 차이는, 자유훈장이 아메리카 합중국(United States of America) 대통령이 개인으로서 수여하는 것인 것에 대해, 황금훈장이 아메리카 합중국(United States of America) 의회의 이름에 있어서 수여되는 것이다. 또 자유훈장과 비교해 수여수는 지극히 적다. 각각의 수여는 양원을 통과하는 결의에 의해 결정된다. 양원의 위원회규칙에 의해, 결의안은 각원의 의원의 2/3의 발의를 가져서 위원회에 위탁된다. 메달은 합중국조폐국에 의해 부어 만들어진다. 디자인은 메달마다에 다르다. 통상의 훈장과 다르고, 佩용건 하기 위한 구조는 가지지 않는다. 청동제의 메달도 부어 만들어져, 황금장의 수여를 기념해서 판매된다.